# Mussoori
Mussoori là một thành phố và là nơi đặt ban đô thị (municipal board) của quận Dehradun thuộc bang Uttaranchal, Ấn Độ.

## Nhân khẩu
Theo điều tra dân số năm 2001 của Ấn Độ, Mussoori có dân số 26.069 người. Phái nam chiếm 56% tổng số dân và phái nữ chiếm 44%. Mussoori có tỷ lệ 79% biết đọc biết viết, cao hơn tỷ lệ trung bình toàn quốc là 59,5%: tỷ lệ cho phái nam là 84%, và tỷ lệ cho phái nữ là 73%. Tại Mussoori, 10% dân số nhỏ hơn 6 tuổi.